# مستشفى الزهراء الجامعي
مستشفى الزهراء الجامعي هو مستشفى تعليمي حكومي مصري، وأحد مستشفيات جامعة الأزهر، تمتلكه وتُشغله كلية الطب جامعة الأزهر بالقاهرة فرع البنات، يقع بحي العباسية في مدينة القاهرة، بدأ العمل على إنشاء المستشفى سنة 1980، وافتتحت رسميًا سنة 1983، بلغت الطاقة الاستيعابية للمستشفى سنة 2015 حوالي 811 سرير، منهم عشرة أسرة عناية مركزة، ويستقبل بمتوسط 500 مريض يوميًا.

## وصلات خارجية
- الصفحة الرسمية للمستشفى على موقع فيس بوك.
- الموقع الرسمي لكلية الطب جامعة الأزهر.